# Tours-sur-Meymont
 Tours-sur-Meymont  es una población y comuna francesa, situada en la región de Auvernia, departamento de Puy-de-Dôme, en el distrito de Clermont-Ferrand y cantón de Saint-Dier-d'Auvergne.

## Demografía
| 747 | 752 | 635 | 569 | 511 | 522 |
| Para los censos de 1962 a 1999 la población legal corresponde a la población sin duplicidades (Fuente: INSEE [Consultar]) |     |     |     |     |     |